# Luís Miguel Cintra
Pour les articles homonymes, voir Cintra (homonymie).
Luís Miguel Cintra, né le 29 avril 1949 à Madrid, est un comédien de théâtre et de cinéma, scénariste, metteur en scène et traducteur portugais.
Acteur fétiche de Manoel de Oliveira, au même titre que Diogo Dória et Leonor Silveira, il a été dirigé par le réalisateur portugais dans 17 films et est le narrateur de son documentaire de 58 minutes, en 1983, Lisbonne culturelle.
Jeune cofondateur de la troupe théâtrale Teatro da Cornucópia, en 1973, il est l'un des artisans du renouveau du théâtre portugais et de son ouverture aux auteurs étrangers après la révolution des Œillets, amplifiés par l'entrée du Portugal dans l'Union européenne le 1er janvier 1986 et la manne financière dont ce pays a  bénéficié, dès lors, via les fonds structurels européens[réf. nécessaire].

## Biographie
Fils du philologue et linguiste Luís Filipe Lindley Cintra, Luís Miguel Cintra s'initie au théâtre en 1968 dans la compagnie théâtrale Grupo de Teatro de Letras, de la faculté de lettres de l'université de Lisbonne où il est étudiant en philologie romane. Il joue dans les pièces La Farce des physiciens de Gil Vicente, O Avejão de Raul Brandão, Les Troyennes d'Euripide et signe également la mise en scène de Anfitrião ou Júpiter e Alcmena d'António José da Silva.
La bourse de la Fondation Calouste-Gulbenkian, dont il est bénéficiaire, lui permet de suivre les cours d'art dramatique de la Bristol Old Vic Theatre School, en Angleterre, de 1970 à 1972 et, parallèlement, il est critique de théâtre pour la revue O Tempo e o Modo et Crítica.

### Le théâtre
De retour au Portugal, il est, en 1973, le cofondateur, avec Jorge Silva Melo de la compagnie théâtrale Teatro da Cornucópia, hébergée au Teatro do Bairro Alto à Lisbonne et baptisée du nom d'un personnage de Anfitrião ou Júpiter e Alcmena.
Parallèlement à ses fonctions au sein de cette compagnie, il dirige la collection Théâtre des Éditions Seara nova et des Éditions Ulmeiro et, de 1973 à 1974, il est professeur d'interprétation à l'école de théâtre du Conservatoire national.

#### Le répertoire duTeatro da Cornucópia[1]
Jusqu'à la révolution des Œillets, le répertoire du Teatro do Cornucópia se compose de classiques, Le Misanthrope de Molière, L'Île des esclaves et Le Legs de Marivaux, La Locandiera de Carlo Goldoni, L'Amoureuse discrète de Félix Lope de Vega. La fin de la censure est l'occasion pour Luís Miguel Cintra de proposer à ses compatriotes des auteurs et des pièces méconnus et, avec un temps de réaction inouï, Grand-peur et misère du Troisième Reich de Bertolt Brecht est au programme du Teatro da Cornucópia le 13 juillet 1974.
En 1979, à la fin de la codirection avec Jorge Silva Melo, le répertoire de la troupe est composée, aux côtés des classiques, de cinq pièces du début du XXe siècle, Grand-peur et misère du Troisième Reich et Tambours dans la nuit de Bertolt Brecht, Les Petits Bourgeois de Maxime Gorki, Casimir et Caroline d'Ödön von Horváth et des sketchs de Karl Valentin, de six pièces contemporaines, Les Musiques magiques de Catherine Dasté, Ah Q (ah Kiou), de Bernard Chartreux et Jean Jourdheuil, Concert à la carte et Haute Autriche de Franz Xaver Kroetz, L'Entraînement du champion avant la course, de Michel Deutsch et Auto da Família, de Fiama Hasse Pais Brandão.
Au fil des années, le répertoire s'est naturellement enrichi et, à ce jour, les pièces de plus de 60 auteurs ont été jouées.

### Le cinéma
Luís Miguel Cintra fait ses débuts au cinéma en 1970 dans un court métrage de João César Monteiro, puis deux ans plus tard dans le film A Pousada das Chagas de Paulo Soares da Rocha.
Si sa carrière au cinéma est moins prolifique que celle au théâtre, il figure néanmoins au générique d’une cinquantaine de films, quasi exclusivement de réalisateurs portugais. Il a tourné seulement cinq fois sous la direction de cinéastes étrangers, en 1987 dans le film Terre étrangère du Suisse Luc Bondy, en 1992 dans Villa Mauresque de Patrick Mimouni, en 2002 dans Dancer Upstairs de John Malkovich, en 2003 dans Les jours où je n'existe pas de Jean-Charles Fitoussi et en 2012 dans L'Enclos du temps du même Jean-Charles Fitoussi.
De 1983 à 1985, Luís Miguel Cintra enseigne la direction d'acteurs à l'école de cinéma du Conservatoire national.

## Théâtre

### Ses mises en scène de théâtre au Teatro do Bairro Alto
- 1973 : Le Misanthrope ou l'Atrabilaire amoureux, de Molière[2]
- 1974 : Grand-peur et misère du Troisième Reich, de Bertolt Brecht[2],[3]
- 1976 : Ah Q (ah Kiou), de Bernard Chartreux et Jean Jourdheuil[2]
- 1977 : Casimir et Caroline, de Ödön von Horváth[2],[4]
- 1978 : Concert à la carte, de Franz Xaver Kroetz[3]
- 1978 : Woyzeck, de Georg Büchner[2],[4]
- 1979 : Textes de Plaute[2]
- 1980 : Capitaine Schelle, capitaine Eçço, de Serge Rezvani[2]
- 1981 : Faut pas payer !, de Dario Fo[2]
- 1982 : O Labirinto de Creta, de António José da Silva[2]
- 1983 : Oratória, textes de Gil Vicente, Goethe et Bertolt Brecht[2]
- 1983 : Marianne attend le mariage, de Jean-Paul Wenzel et Claudine Fiévet
- 1983 : Novas perspectivas, de Franz Xaver Kroetz
- 1983 : La Mission, de Heiner Müller[2],[5]
- 1984 : Simpatia, de Eduardo De Filippo, avec la collaboration de l'École de dramaturgie de Florence[2]
- 1985 : Richard III de William Shakespeare[2]
- 1985 : L'Île des morts et Pâques, de August Strindberg[2]
- 1986 : Père, de August Strindberg[2],[6]
- 1986 : La Sonate des spectres, de August Strindberg[2]
- 1986 : La Provinciale, de William Wycherley[2]
- 1987 : Rouge, noir et ignorant et La Furie des nantis, de Edward Bond[2]
- 1987 : Grande Paix, de Edward Bond[2]
- 1988 : Le Jeu de la foire, de Gil Vicente[2]
- 1989 : Vida e morte de Bamba (Comédia de Bamba), de Félix Lope de Vega[2]
- 1989 : Le Public, de Federico Garcia Lorca[2]
- 1989 : Céu de Papel, 9 textes de Luigi Pirandello et Catastrophe, de Samuel Beckett
- 1990 : Um Poeta Afinado, de Manuel de Figueiredo[2]
- 1990 : L'Ours, de Anton Tchekov
- 1990 : Beaucoup de bruit pour rien, de William Shakespeare[2]
- 1991 : Comédia de Rubena, de Gil Vicente[2]
- 1991 : Até que como o quê quase, textes de Samuel Beckett[2]
- 1992 : La Mission, de Heiner Müller[2]
- 1992 : Héracles II ou L'hydre, Mauser et Nocturne, un extrait de Germania mort à Berlin, de Heiner Müller[7]
- 1992 : La Camisole, de Joe Orton[2]
- 1993 : Primavera Negra, textes de Raul Brandão, adaptation de Eduarda Dionísio (pt)[2]
- 1993 : Les Sept portes, de Botho Strauss[2]
- 1994 : Le Conte d'hiver, de William Shakespeare[2]
- 1994 : Le Triomphe de l'hiver et du printemps, de Gil Vicente[2]
- 1995 : Maison d’arrêt, de Edward Bond[2]
- 1995 : Splendid's, de Jean Genet
- 1996 : Um auto de Gil Vicente, de Almeida Garrett[2]
- 1996 : A Margem da Alegria, de Ruy Belo[2]
- 1997 : Os Sete Infantes, adaptation de la Crónica Geral de Espanha de 1344[2]
- 1998 : Hamlet-Machine, de Heiner Müller[2]
- 1998 : Le Songe, de August Strindberg[2]
- 1998 : Lorsque cinq ans seront passés, de Federico Garcia Lorca
- 1999 : Le Mariage de Figaro, de Pierre-Augustin Caron de Beaumarchais[2]
- 1999 : Affabulation de Pier Paolo Pasolini[2]
- 2000 : Frágua de Amor et Floresta de Enganos, de Gil Vicente[2]
- 2000 : Cymbeline, de William Shakespeare[2]
- 2001 : La Mort d'Empédocle, de Friedrich Hölderlin[2]
- 2001 : Le Nouveau Menoza, de Jakob Lenz[2]
- 2002 : O Colar, de Sophia de Mello Breyner Andresen[2]
- 2002 : Histoire du soldat, de Charles-Ferdinand Ramuz[2]
- 2002 : Thyeste, de Sénèque[2]
- 2002 : La vie est un songe, de Pedro Calderón de la Barca[2]
- 2003 : Titus Andronicus, de William Shakespeare[2]
- 2003 : Anatomie Titus Fall of Rome, de Heiner Müller[2]
- 2004 : Filodemo, de Luís de Camões[2]
- 2004 : La Famille Schroffenstein, de Heinrich von Kleist[2]
- 2004 : Esopaida ou Vida de Esopo, de António José da Silva[2]
- 2004 : Homme pour homme, de Bertolt Brecht
- 2005 : Chaise, de Edward Bond
- 2005 : Du sang sur le cou du chat, de Rainer Werner Fassbinder
- 2006 : La Mouette, de Anton Tchekov[2]
- 2006 : Philocète, de Sophocle[2]
- 2007 : Jules César, de William Shakespeare[2]
- 2008 : La Forêt, d'Alexandre Ostrovski[2]
- 2008 : Don Carlos, Infant d'Espagne, de Friedrich Schiller[2]

### Autres
- 1997 : Sertorius de Corneille, mise en scène de Brigitte Jaques, Théâtre de la Commune

### Ses mises en scène de théâtre d'opéra
- 1987 : L'Enfant et les Sortilèges, de Maurice Ravel, au Teatro Nacional de São Carlos à Lisbonne
- 1987 : Didon et Énée, de Henry Purcell, Teatro Nacional de São Carlos à Lisbonne
- 1988 : Le nozze di Figaro, de Wolfgang Amadeus Mozart, Teatro Nacional de São Carlos à Lisbonne
- 1990 : L'Ours, de William Walton, Teatro da Cornucópia, pour la RTP
- 1997 : L'isola disabitata, de Joseph Haydn, Teatro Nacional de São Carlos à Lisbonne
- 2000 : La Chatte anglaise, de Hans Werner Henze, Teatro Rivoli à Porto et Teatro Nacional de São Carlos à Lisbonne
- 2004 : Le Vin herbé, de Frank Martin, Teatro Aberto à Lisbonne
- 2005 : Médée, de Luigi Cherubini, Teatro Nacional de São Carlos à Lisbonne

## Filmographie

### Comme acteur
- 1970 : Qui court après les souliers d'un mort meurt nu-pieds (Quem Espera por Sapatos de Defunto Morre Descalço), court métrage de João César Monteiro
- 1972 : A Pousada das Chagas, de Paulo Soares da Rocha
- 1972 : Fragment d'un film-aumône (Fragmentos de Um Filme Esmola, A Sagrada Família), de João César Monteiro (le narrateur)
- 1978 : Nem Pássaro Nem Peixe, court métrage de Solveig Nordlund
- 1982 : Silvestre, de João César Monteiro
- 1982 : L'Île des amours (A Ilha dos Amores), de Paulo Soares da Rocha
- 1983 : Lisbonne culturelle (Lisboa cultural), de Manoel de Oliveira (documentaire pour la télévision)
- 1984 : Sinais de Vida, de Luís Filipe Rocha
- 1985 : Ninguém Duas Vezes, de Jorge Silva Melo
- 1985 : Le Soulier de satin, de Manoel de Oliveira
- 1985 : Vertiges, de Christine Laurent
- 1986 : Mon cas (O meu caso), de Manoel de Oliveira
- 1987 : Terre étrangère (Das Weite Land), de Luc Bondy
- 1987 : O Bobo, de José Álvaro Morais
- 1988 : Les Montagnes de la Lune (O Desejado), de Paulo Rocha
- 1988 : Uma Pedra no Bolso, de Joaquim Pinto
- 1988 : Les Cannibales (Os Canibais), de Manoel de Oliveira
- 1989 : Le Sang (O Sangue), de Pedro Costa
- 1989 : Onde Bate o Sol, de Joaquim Pinto (la voix d'Artur)
- 1989 : Souvenirs de la maison jaune (Recordações da Casa Amarela), de João César Monteiro
- 1990 : Non, ou la vaine gloire de commander (Non', ou A Vã Glória de Mandar), de Manoel de Oliveira
- 1991 : La Mort du Prince (A Morte do Príncipe), de Maria de Medeiros
- 1991 : La Divine comédie (A Divina Comédia), de Manoel de Oliveira
- 1992 : Le Jour du désespoir (O Dia do Desespero), de Manoel de Oliveira
- 1992 : Villa Mauresque, de Patrick Mimouni
- 1992 : O Último Mergulho, de João César Monteiro (voix d'Hyperion Extracts Reader)
- 1993 : Coitado do Jorge, de Jorge Silva Melo
- 1993 : Zéfiro, de José Álvaro Morais (le narrateur)
- 1993 : Val Abraham (Vale Abraão), de Manoel de Oliveira
- 1993 : Ici sur la Terre (Aqui na Terra), de João Botelho
- 1994 : Casa de Lava, de Pedro Costa
- 1994 : Três Irmãos, de Teresa Villaverde
- 1994 : La Cassette (A Caixa), de Manoel de Oliveira
- 1995 : Le Couvent (O Convento), de Manoel de Oliveira
- 1996 : Transatlantique, de Christine Laurent
- 1998 : Inquiétude (Inquietude), de Manoel de Oliveira
- 1998 : Todas hieren, de Pablo Llorca
- 1999 : As Bodas de Deus, de João César Monteiro
- 1999 : La Lettre, de Manoel de Oliveira
- 2000 : Erros Meus, de Jorge Cramez
- 2000 : Capitaines d'avril (Capitães de Abril), de Maria de Medeiros
- 2000 : La Racine du cœur (A Raiz do Coração), de Paulo Soares da Rocha
- 2000 : Poisson lune (Peixe-Lua), de José Álvaro Morais
- 2000 : Parole et Utopie (Palavra e Utopia), de Manoel de Oliveira
- 2000 : Blanche Neige (Branca de Neve), de João César Monteiro
- 2001 : La Espalda de Dios, de Pablo Llorca
- 2001 : Rasganço, de Raquel Freire
- 2002 : Dancer Upstairs (The Dancer Upstairs), de John Malkovich
- 2002 : Le Principe de l'incertitude (O Princípio da Incerteza), de Manoel de Oliveira
- 2002 : Le Loup de la côte Ouest, de Hugo Santiago
- 2003 : Les jours où je n'existe pas, de Jean-Charles Fitoussi
- 2003 : Un film parlé (Um Filme Falado), de Manoel de Oliveira
- 2004 : Le Cinquième Empire (O Quinto Império - Ontem Como Hoje), de Manoel de Oliveira
- 2005 : Le Miroir magique (Espelho Mágico), de Manoel de Oliveira
- 2007 : Uno de los dos no puede estar equivocado, de Pablo Llorca
- 2007 : Christophe Colomb, l'énigme (Cristóvão Colombo - O Enigma), de Manoel de Oliveira
- 2007 : J’ai deux amours (Daqui P'rá Frente), de Catarina Ruivo
- 2009 : Singularités d'une jeune fille blonde (Singularidades de uma Rapariga Loura), de Manoel de Oliveira
- 2012 : Gebo et l'ombre de Manoel de Oliveira
- 2012 : L'Enclos du temps de Jean-Charles Fitoussi

### Comme scénariste
- 1991 : La Mort du Prince (A Morte do Príncipe), de Maria de Medeiros

## Distinctions
- Prémio Bordalo de meilleur interprète (cinéma), de l'Association de presse Casa da Imprensa, en 1995
- Prémio Bordalo d'interprétation (théâtre), de l'Association de presse Casa da Imprensa, en 1997
- Il est fait grand officier de l'ordre de Sant'Iago de l'Épée, le 20 août 1998
- Prix Pessoa du magazine Expresso en 2005
- Audience Award du meilleur film au Festival international du film de Rio de Janeiro, en 2005, pour J’ai deux amours (Daqui P'rá Frente), conjointement avec la réalisatrice Catarina Ruivo et l'acteur Edgar Morais
- Prix Sophia d'honneur en 2015